# Nápolyt látni és…
A Nápolyt látni és… 1972-ben készült színes, magyar filmvígjáték, Bácskai Lauró István rendezése.

## Cselekmény
|  | Alább a cselekmény részletei következnek! |

Mióta Szegedi Anna Nápolyban járt kiküldetésen, válni akar a férjétől. Az utazás alatt eltöltött éjszaka óta beleszeretett Laczkó Ferencbe, a cég jóképű üzletkötőjébe. A férfi eleinte elutasító volt Annával szemben, de miután megtudta, hogy Anna lett volna az olaszországi kirendeltség jogásza, másképp viselkedett a hölggyel. Laczkó felesége véletlenül megismerte Szegedi Pétert, akitől később ügyvédi segítséget kért, ám hamarosan kialakult a szerelmi négyszög.
Anna és Ferenc már a közös életüket tervezte, amikor Eszti akcióba lépett, hogy leleplezze hűtlen férjét. Később kiderült, hogy a kirendeltség irodáját mégsem Nápolyban hozzák létre, Budapesten lesz, a pórul járt Laczkó két szék között a földre huppant.

## Szereplők
- Váradi Hédi – Szegedi Anna
- Ernyey Béla – Laczkó Ferenc
- Bujtor István – Szegedi Péter
- Halász Judit – Eszti
- Greguss Zoltán – Kollár Rezső, igazgató
- Páger Antal – Anna apja
- Haumann Péter – Bartalos
- Garas Dezső – halsütödés
- Kovács György – Antonio Buzzatti (szinkronhangja: Mensáros László)
- ? – Roberto Capelli (szinkronhangja: Antal Imre)
- Kozák László – Karcsi bácsi
- Bánhidi László – Hordár
- Gyenge Árpád – Rózsa úr
- Suka Sándor
- Ferencz László
- Ladomerszky Margit
- Balogh Emese
- Cserje Zsuzsa